# 마키구치촌
마키구치촌(牧口村)은 일본 오이타현 오노군에 설치되었던 촌이다. 현재의 분고오노시의 일부에 해당한다.